# نوبل اتوموتیو
نوبل اتوموتیو (انگلیسی: Noble Automotive) شرکت خودروسازی بریتانیایی است، که در سال ۱۹۹۹ توسط لی نوبل تأسیس شد.